# Ildebrando III Alberti
Ildebrando III o IV Alberti (Toscana, segle xii) va ser un noble italià de la dinastia Alberti, fill del comte de Prato i origen de la branca dels comtes de Capraia.
És anomenat indistintament, segons la font, com Ildebrando II, III i IV. Tanmateix, es tracta de la mateixa persona, fill del comte Alberto I de Prato i de la seva muller, Lavínia. Està documentat per primera vegada l'any 1076 en un document amb la seva mare i el seu germà, on fan donació d'una peça de terra l'església de San Stefano de Prato. Entre 1078 i 1082 se'l documenta amb el seu germà diverses vegades a la documentació, actuant ambdós com comtes. Segons Angius va ostentar el títol de comte de Prato, comú teòricament al seu germà, tanmateix, a partir de 1078 la seva vinculació amb Prato és pràcticament nul·la. En tot cas, va accedir a diversos dominis feudals, per exemple al castell de Capraia, mercès del seu matrimoni amb Berta, fill d'un marquès anomenat Alberto, que ha estat identificat amb Alberto IV Rufo. De fet, en un moment d'expansionisme del feudalisme, va exercir els seus drets sobre localitats com Pontorme, a Empoli, situada en un punt estratègic de vies fluvials i terrestres.
D'ell en descendeix la línia dels Alberti que van ser comtes de Capraia, que va desvincular-se del tronc familiar principal, i que van començar a ostentar el títol al segle XIII. Altrament, hom afirma que va ser pare de l'abadessa Berta del monestir de San Tomaso a Capraia.